# Medaille voor de overwinning op Japan
De Medaille voor de Victorie over Japan (Russisch: За победу над Японией) was een onderscheiding van de Sovjet-Unie.
De medaille draagt de beeltenis van Stalin en zij herdenkt de Sovjet-overwinning op Japan in augustus 1945. De Sovjet-Unie was in Jalta met de andere geallieerden overeengekomen dat zij drie maanden na de capitulatie van Duitsland Japan aan zou vallen. De Russische aanval (operatie Augustusstorm) was een grote verrassing voor het Japanse leger, dat snel werd verslagen.
De ronde koperen medaille werd aan een vijfhoekig lint op de linkerborst gedragen. Er werden ongeveer 1.831.000 medailles uitgereikt.